# بذاء
البُذاء هو اضطراب يوصف بسَبّ أو قذف أو التكلم بكلام فاحش، ازدرائي أو غير مقبول عرفاً بطريقة لا إرادية.مصطلح البذاء بالإنجليزية (Corpolalia) مكون من كلمتين كوربوس ولاليا. الجزء الأول من الكلمة اللاتينية (κόπρος) وتعني غائط و (λαλιά (lalia تعني (حديث). يساء استخدام المصطلح عادة بمصطلح (تدنيس قهري) (Compulsive Profanity) مشيراً بطريقة غير دقيقة إلى متلازمة توريت 
من الاضطرابات المقاربة للبذاء: كروبوأكسيا، وتعني استخدام إشارات بذيئة بطريقة غير إرادية. كروبوغرافيا، وتعني رسم رسومات وأشكال بذيئة أو فاحشة.

## خصائص
يشتمل البذاء كلمات وعبارات عادة ما تكون منبوذة اجتماعية وغير لائقة بشكل عام. لا يستخدم المصطلح لوصف السب المقترن بسياق محدد. بل عادة ما يكون السباب منفصلا عن السياق العاطفي والاجتماعي ويكون الشتم ذا نبرة صوت أعلى من نبرة المحادثة العادية. يمكن أن يكون البذاء كلمة واحدة أو جمل متعددة. الشخص المصاب بالبذاء يمكن أن يعيد الكلمة في رأسه مرار بدلا من أن يتفوه بها، وعادة ما تكون هذه الكلمات الغير متكلم بها مؤرقة ومزعجة للمريض. 
يمكن أن يكون البذاء عرضا من أعراض متلازمة توريت، على الرغم من أن البذاء ليس شرطا في تشخيص المتلازمة. عند متلازمة توريت، يظهر الشتم بطريقة قهرية لا يمكن التحكم بها ولا يرغب بها عند الشخص المتكلم. الكلمات الفجائية اللاإرادية يمكن أن يتكون عنصرية أو افترائية على عرق معين من البشر بوجود أشخاص حول المريض يمكن أن تسبب إحراجا كبيرا. من المهم الإشارة إلى أن الكلمات المتفوه بها عند مريض البذاء ليست شرطا أن تعكس رأي المريض أو نظرته.
وجدت أيضا حالات من السب بلغة الإشارة عند مرضى بملازمة توريت صم، أثبت فيها أن البذاء ليس مجرد نتيجة تردد نمط وصوت السباب عند المريض. 
البذاء ليس اضطرابا مستقلا أو خاصا من اضرابات العرة، يمكن أن يكون عرضا نادرا من أمراض عصبية أخرى. يمكن أيضا أن يظهر البذاء نتيجة لإصابات في الدماغ مثل السكتة الدماغية، التهاب الدماغ، الصرع، متلازمة لش-نيهان، نادرا ما يلحظ البذاء عند مرضى الخرف والوسواس القهري بغياب العرات. لوحظ أيضا صلة البذاء بالنوع الثالث من مرض اضطراب نقص الانتباه مع فرط النشاط. 

## الانتشار
حوالي 10% فقط من مرضى متلازمة توريت يظهر عليهم البذاء، ولكن المرض شد الانتباه إليه لتميز أعراضه. هنالك ندرة في الإحصائات الوبائية لمتلازمة توريت حيث يظهر الانحياز الاستعياني عند معظم الدراسات. عادة ما تؤخذ العينات في الدراسة من مراكز صحية من الدرجة الثالثة «أكثر الحالات مرضا من بين المرضى». بالإضافة إلى أنه تم تغيير معايير تشخيص المتلازمة في سنة 2000م حيث تمت إزالة «معيار التدهور»  impairment criteria) من الدليل التشخيصي والإحصائي للاضطرابات النفسية لجميع أمراض العرة، منتجا بذلك مجالا تشخيصيا لحالات أقل خطورة. من ناحية أخرى، تعاني الكثير من الدراسات قلة عدد العينات المدروسة. اجتمعت هذه العوامل معا لتقدم تقديرات تميل إلى الحالات السريرية الأكثر خطورة وصفت بالقدم. 
قامت دراسة متعددة عالمية مبنية على قواعد بيانات متعددة شملت ثلاثة آلاف وخمسمائة مريض متلازمة توريت أظهرت فيها أنه حوالي 14 % من المرضى وجد عندهم بذاء، في حين كان البذاء مصاحبا لـ6% من المرضى المصابين بمتلازمة توريت وحدها بدون اضطرابات أخرى. عثرت الدراسة أيضا على أن نسبة الإصابة بالبذاء تزداد بشكل طولي مع الحالات الأكثر اضطرابا: الأشخاص المصابين بأعراض أخرى غير العرة كانوا أكثر عرضة للإصابة بالبذاء بخمسة إلى ستة أضعاف من المرضى المصابين بمتلازمة توريت فقط. في دراسة أخرى استهدفت الأطفال اظهرت نسبة 8% مصاحبة البذاء مع متلازمة توريت عند الأطفال، في حين اظهرت دراسة أخرى نسبة 60% عند العينات المأخوذة من مراكز صحية من الدرجة الثالثة (عادة ما تكون الحالات فيها أشد خطرا). في دراسة برازيلية أكثر حداثة لـ44 مريضا بمتلازمة توريت ظهر فيها نسبة 14% وجود بذاء مصاحب للمرض. وفي دراسة أخرى في كوستاريكا كانت النتائج 20% لـ85 مريضا. دراسة أخرى في التشيلي ظهرت فيها نسبة البذاء مصاحبة لمرضى توريت 8.5% عند 70 مريضا. وفي دراسة يابانية أكثر قدما ذكرت فيها 4% نسبة إصابة بالبذاء. مع أخذ المشاكل في الطرق المتبعة في تلك الدراسات، تم الإجماع على أن نسبة مصاحبة البذاء لمتلازمة توريت هي أقى من 15% . 

## العلاج
يعالج بعض المرضى باستخدام حقن البوتوكس بالقرب من الحبال الصوتية. هذه الحقن لا تؤثر على الصوت، ولكنها توثر على حدوث شلل جزئي ينتج عنه تحكم في صوت ونبرة البذاء. وبشكل عجيب، ينتج عن حقن البوتوكس تحكم بالعرات أكثر من الصوت.
مستوى الخطورة والمدة الزمنية للبذاء يمكن أن يتم تقليصها عن طريق الجراحة حيث تعطل النواة في المهاد و في منطقةالكرة الشاحبة وجزءالتلفيف الحزامي داخل الدماغ.

## الإدراك
عادة ما تصور شركات الترفيه ووسائل الإعلام مرضى متلازمة توريت بالأشخاص غير الأسوياء والذين لا يوجد فيهم إلا البذاء وهذا التصور انتج سمعة سيئة ووصم في فهم العامة عن متلازمة توريت. 